# Schloss Hirrlingen

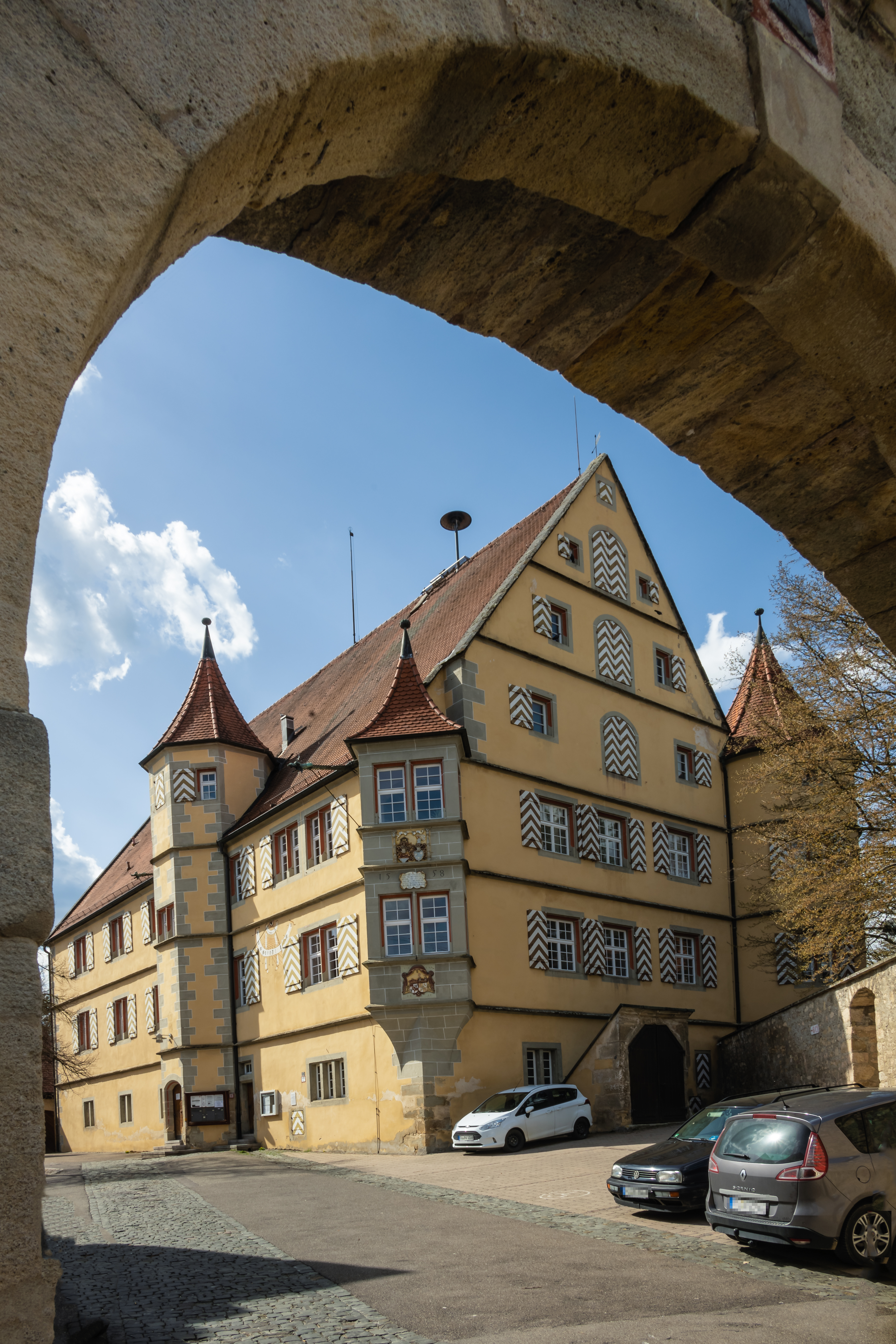
Schloss Hirrlingen

Das Schloss Hirrlingen in Hirrlingen im Landkreis Tübingen in Baden-Württemberg ist eines der wenigen ländlichen Renaissanceschlösser in Baden-Württemberg, die nahezu unverändert erhalten geblieben sind.

## Geschichte
Das Schloss wurde von 1557 bis 1558 von Freiherr Georg VII. von Ow (1517–1575) nach dem Vorbild des Bühler Schlosses im Renaissancestil erbaut. Das Schlossgebäude ist dreigeschossig auf rechteckigem Grundriss und hat ein hohes Satteldach. Zwei Rundtürme an den Ecken der Nordseite verleihen ihm mit ihren Schießscharten im Erdgeschoss noch einen wehrhaften Charakter. Die früheren Wassergräben, die um das gesamte Schlossareal führten, wurden weitgehend beseitigt. Nur zum Dorf hin hat sich der Schlossweiher erhalten. Die Hoffront wird durch einen mittig gesetzten achteckigen Treppenturm gegliedert. Der Hofeinfahrt gegenüber erhebt sich an der Südostecke ein zweigeschossiger Erker mit den Zierwappen des Erbauers und eines späteren Besitzers.
Die Familie derer von Ow-Hirrlingen starb 1709 aus. Das Schloss wurde an Reichsgraf Anton Ferdinand von Attems vererbt. Im 19. Jahrhundert erwarb es die Gemeinde. Heute beherbergt es das Rathaus der Gemeinde Hirrlingen. Auch die Nebengebäude, die den Schlosshof bilden, stammen weitgehend aus dem 16. Jahrhundert.
An den Bauherrn erinnert noch ein Epitaph in der Pfarrkirche St. Martin: Anno domini 1575 den 27. Tag Juni ist in Christo entschlafen der edel und vest Georg von Ow zu Hirrlingen, welchen Gott mit allen Auferweckten eine fröhliche Auferstehung verleihen wölle.